# Avatar: Legenden om Aang
Avatar: Legenden om Aang eller Avatar: Den siste luftbändaren (engelsk originaltitel: Avatar: The Legend of Aang eller Avatar: The Last Airbender) är en amerikansk animerad TV-serie som visas på kanalen Nickelodeon. Det är en av deras större seriesatsningar och är mycket influerad av japansk animation. Även ett tv-spel baserat på serien har släppts till konsolerna Wii och Sonys bärbara system PSP.

## Handling
Serien kretsar kring den 112-årige luftbändaren Aang, som ett århundrade tidigare än då serien startar precis har fått reda på att han är Avataren pånyttfödd, något som en Avatar vanligtvis inte bör få reda på innan han fyllt 16 år. Munkarna ansåg det nödvändigt att han fick reda på vem han var så tidigt som möjligt, eftersom de kände att det är ett stort krig på gång, och de vill att Aang ska kunna bemästra alla de fyra elementen innan dess för att bibehålla balansen för fred i världen. Detta gör att han blir ivägskickad till det Östra Lufttemplet för att slutföra sin träning. Han hinner dock fly innan han skickas iväg, eftersom han inte vill åta sig det ansvaret.
Världen som serien utspelar sig i består i grunden av fyra olika nationer vilka kan bända och nyttja det element som är kopplat till det folkslag de tillhör. De fyra folkslagen består av Eldnationen, Vattenfolket, Jordriket och Luftnomaderna. Avataren är den enda av alla människor som kan bemästra och bända de fyra elementen då denne är världens beskyddare. När en avatar dör reinkarneras hon eller han, till ett av de andra elementen, vilket gör att det är en konstant cykel kallad Avatarcykeln (Vatten→Jord→Eld→Luft, representerat av de fyra årstiderna), för att skydda människorna. Alltså är avataren inte bara en slags gud utan även en enkel människa.
Då Aang, på sin flygande luftbison Appa, reser iväg, förvirrad på grund av det stora ansvaret som vilar på hans unga axlar, hamnar han i en plötslig storm och Aang och Appa kastas ner i havets djup, varpå Aang omedvetet går in i Avatartillståndet (vilket betyder att han kommer in i andevärlden, och han samlar ihop kraften hos alla avatarer innan honom för att få en mäktigare styrka) som blandar hans luftbändning med vattenbändning och skapar en frusen bubbla som ska skydda honom och Appa tills stormen har avtagit. Dock förde stormen och havets strömmar denna bubbla ner till Sydpolen, vilket resulterade i att den aldrig tinades.
I första avsnittet berättas att Eldnationen är nära att vinna ett krig som pågått i 100 år och att det Södra Vattenfolket är i kris då krigare har lämnat hemmen oskyddade för att försöka bekämpa Eldnationen så gott de kan runt i världen. Jordriket, så vitt man vet just då, är den enda nationen som än så länge tycks kunna stå emot Eldnationens anfall, om än inte helt.
Två syskon, Sokka och hans syster Katara (en oerfaren vattenbändare) från Södra Vattenfolket, är ute och jagar efter mat när de plötsligt får syn på en annorlunda formation i ett mindre isberg. Inuti detta isberg visar det sig att Aang har varit de senaste 100 åren och att Eldhärskaren Sozin har tagit fördel av avatarens frånvaro likaså av en komet som just då passerade jorden och förstärkte förmågorna hos Eldnationens bändare.
Det visar sig också att detta krig inleddes med att eldnationen utrotade alla Luftnomader i världen. Aang är alltså inte bara den senaste avataren utan även den sista mänskliga levande Luftbändaren.
Från Södra Vattenfolkets by måste Aang nu ta sig, tillsammans med Sokka och Katara, upp till nordliga vattenfolket på Nordpolen som mest består av väldigt många, skickliga, vattenbändare (vilka har stått emot Eldnationens anfall under alla år) för att finna en mästare som kan lära Aang att bemästra vattenbändning. Han måste lära sig bemästra elementen i ordningen luft, vatten, jord och eld.
Emellertid visar det sig även att den bannlyste prinsen Zuko från Eldnationen är på jakt efter avataren, eftersom han hoppas att ett tillfångatagande av avataren ska återupprätta hans heder i Eldnationen.
Mot slutet av säsong ett berättas att Aang måste bemästra alla fyra elementen innan sommaren är slut eftersom den komet som passerade för 100 år sedan och gav eldbändare förstärkta förmågor är på väg tillbaka, vilket då kommer att resultera i ett ytterligare stort anfall emot kvarvarande nationer och folk, för den nye Eldfursten, sonson till den förre, Ozai oanade krafter att äntligen kunna ta över världen.
Att bemästra alla fyra elementen kräver år av disciplinerad träning och om inte avataren innan kometens återkomst har bekämpat Ozai kommer ingen någonsin att kunna återställa balansen i världen; inte ens Avataren.

## Media

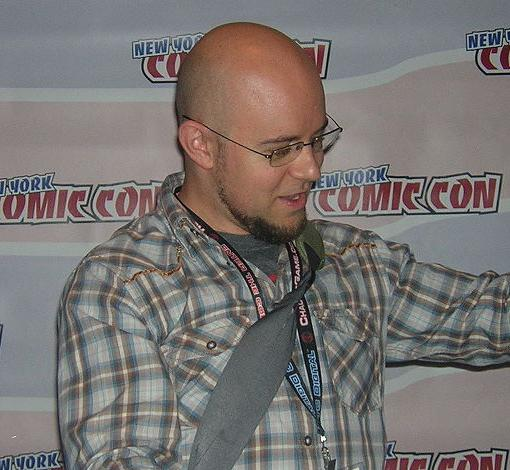
Michael DiMartino, en av medskaparna till tv-serien, på New York Comic Con år 2008.

I Sverige började säsong 3 (Bok 3 Eld) visas den 15 mars 2008, säsong 1 & 2 visades i ett maraton helgen före och de sista avsnitten på säsong 2 visades 10-14 mars innan starten på säsong 3 av Avatar. I USA började säsong 3 att visas den 21 september 2007.
Säsong 1 och 2 har båda 20 avsnitt var, medan säsong 3 har 21 avsnitt, bland annat för att "Svarta solens dag" (episod 310-311) var mer som ett avsnitt i två delar. (Ändå fick inte säsong 1 ett extraavsnitt.) Med pilotavsnittet och de tre kortfilmerna inräknade så är det 65 avsnitt (planerat). I Sverige har alla avsnitt ur Bok 3 Eld sänts på svenska.

## Film
Paramount Pictures, MTV Films och Nickelodeon Movies har även gjort en spelfilm av första säsongen med M. Night Shyamalan som regissör. Filmen fick namnet The Last Airbender då James Cameron har namnrättigheterna genom sin film Avatar. The Last Airbender hade premiär 2 juli 2010 (15 oktober i Sverige) och spelades in på Grönland och i Vietnam, men det är också tänkt att det ska göras två filmer till (jord och eld).
Sokkas roll spelas av Jackson Rathbone. Noah Ringer spelar Aang och Nicola Peltz spelar Katara. Dev Patel spelar Prins Zuko och Shaun Toub spelar farbror Iroh.

## Uppföljare
Efter succén med tv-serien fick den 2012 en uppföljare, The Legend of Korra, som utspelar sig 70 år efter händelserna i Den siste luftbändaren. Aang är död och ny avatar från vattenfolket, Korra, har efterträtt honom. Det finns även ett nytt hot i form antibändarrörelsen Utjämnarna, ledda av Amon som anser att bändare förtrycker icke-bändare och att bändning måste utrotas för att freden i världen ska kunna behållas.

## Röster
| Figur                 | Originalröst                                       | Röst i den svenska dubben                 |
| --------------------- | -------------------------------------------------- | ----------------------------------------- |
| Aang                  | Zach Tyler Eisen                                   | Tim Lindner-Morin                         |
| Katara                | Mae Whitman                                        | Antonia Sjöö                              |
| Sokka                 | Jack DeSena                                        | Benjamin Wirström                         |
| Prins Zuko            | Dante Basco                                        | ? (säsong 1) Adam Giertz (säsong 2 och 3) |
| Toph Beifong          | Jessie Flower                                      | Mikaela Ardai Jennefors                   |
| Appa                  | Dee Bradley Baker                                  | Dee Bradley Baker                         |
| Momo                  | Dee Bradley Baker                                  | Dee Bradley Baker                         |
| Farbror Iroh          | Mako Iwamatsu (säsong 1-2) Greg Baldwin (säsong 3) | Claes Ljungmark                           |
| Prinsessan Azula      | Grey DeLisle                                       | Elina Raeder                              |
| Suki                  | Jennie Kwan                                        | My Bodell                                 |
| Mai                   | Cricket Leigh                                      | Frida Öhrn                                |
| Ty Lee                | Olivia Hack                                        | ?                                         |
| Eldfurste Ozai        | Mark Hamill                                        | Adam Fietz                                |
| Jet                   | Crawford Wilson                                    | Oscar Harryson                            |
| Kommendör/Amiral Zhao | Jason Isaacs                                       | Adam Fietz                                |
| Long Feng             | Clancy Brown                                       | Stephan Karlsén                           |
| Avatar Roku           | James Garrett                                      | Torsten Wahlund                           |
| Avatar Kyoshi         | Jennifer Hale                                      | My Bodell                                 |
| Avatar Kuruk          | Jim Meskimen                                       | Jan Simonsson                             |
| Avatar Yangchen       | Tress MacNeille                                    | ?                                         |
| Koh                   | James Garrett                                      | Johan Hedenberg                           |
| Mäster Pakku          | Victor Brandt                                      | Torsten Wahlund                           |
| Hakoda                | André Sogliuzzo                                    | Claes Ljungmark/Christian Fex             |
| Prinsessan Yue        | Johanna Braddy                                     | My Bodell                                 |
| Kanna                 | Melendy Britt                                      | ?                                         |
| Jordkungen            | Phil Lamarr                                        | Peter Sjöquist                            |
| Smällarbiet           | Nika Futterman                                     | Sara Sommerfeld                           |
| Långskott             | Marc Donato                                        | Adam Giertz                               |
| Lillpip               | Sterling Young                                     | Adam Fietz                                |
| Mäster Piandao        | Robert Patrick                                     | Christian Fex                             |
| Ursa                  | Jen Cohn                                           | ?                                         |
| Kung Bumi             | Kevin Ng                                           | Christian Fex                             |
| Munk Gyatso           | Sab Shimono                                        | Adam Fietz                                |
| Eldfurste Sozin       | Ron Perlman                                        | Adam Fietz                                |